# Ilija Katić
Ilija Katić Mikic zuweilen auch Ilja Katić Mikic; (* 20. Juli 1945 in Donji Hasić) ist ein ehemaliger jugoslawischer Fußballspieler.

## Karriere

### Vereine
Katić begann in der Gemeinde Bosanski Šamac – 175 km nordwestlich von Belgrad – für den in seinem Geburtsort ansässigen FK Mladost Hasića mit dem Fußballspielen.
Von 1962 bis 1964 spielte er für den in der Stadt Bosanski Šamac ansässigen FK Borac Šamac erstmals im Seniorenbereich Fußball. Anschließend, von 1964 bis 1967, war er für den NK Osijek in der 2. Jugoslawischen Liga aktiv, bevor er vom FK Partizan Belgrad verpflichtet wurde und von 1968 bis 1973 in der 1. Jugoslawischen Liga Punktspiele bestritt. Die Möglichkeit ab dem 28. Lebensjahr ins Ausland wechseln zu dürfen, nutzte er im Jahr 1973. Drei Jahre lang hielt er sich in der Schweiz auf und kam für den FC Zürich in 75 von 78 möglichen Punktspielen in der Nationalliga A zum Einsatz, in denen er 50 Tore erzielte. In seiner ersten Saison bestritt er alle 26 Saisonspiele, in denen er 16 Tore erzielte. Sein Debüt am 11. August 1973 (1. Spieltag) beim 2:2-Unentschieden im Auswärtsspiel gegen den BSC Young Boys krönte er gleich mit seinem ersten Tor, dem Treffer zum 1:1 in der 30. Minute. Während seiner Vereinszugehörigkeit trug er maßgeblich zu den errungenen Titeln bei: Dreimal in Folge Schweizer Meister und einmal Schweizer Cup-Sieger, durch seinen 1:0-Siegtreffer in der neunten Minute gegen Servette Genf am 19. April 1976 im Stadion Wankdorf. Zudem wurde er am Saisonende 1974/75 mit 23 Toren Torschützenkönig.
In der Saison 1976/77 spielte er für den Spielklassenneuling Burgos CF in der Primera División, der höchsten Spielklasse im spanischen Fußball. In 31 von 34 Saisonspielen und vier Toren trug er zum Klassenverbleib mit zwei Punkten Vorsprung auf den ersten Abstiegsplatz bei, den Real Saragossa belegte. Nach nur einer Saison in Spanien kehrte er in die Schweiz zurück.
Von 1977 bis 1979 gehörte er dem Schweizer Erstligisten Neuchâtel Xamax an, für den er jedoch nur in neun Punktspielen eingesetzt wurde, in denen er zwei Tore erzielte.
Seine Spielerkarriere ließ er beim Ligakonkurrenten FC La Chaux-de-Fonds als Spielertrainer in der Saison 1979/80 ausklingen; den Abstieg seiner Mannschaft konnte er jedoch nicht abwenden.
Während seiner Spielerkarriere kam er auch in den internationalen Wettbewerben zum Einsatz: Messestädte-Pokal (1969/70 und 1970/71; 4 Spiele/0 Tore), Mitropapokal (1971/72; 3/1), UI Cup (1973, 1974, 1975, 1976; 12/4), Europapokal der Pokalsieger (1973/74; 6/2), Europapokal der Landesmeister (1974/75, 1975/76; 4/3).

### Nationalmannschaft
Katić bestritt vier Länderspiele für die A-Nationalmannschaft. Er debütierte am 19. Dezember 1968 in Belo Horizonte bei der in Freundschaft gegen die Seleção erlittenen 2:3-Niederlage, hatte seine Mannschaft bereits nach elf Minuten mit 2:0 vorne gelegen. Drei Tage später erreichte er in Buenos Aires gegen die Nationalmannschaft Argentiniens ein 1:1-Unentschieden. Gegen die Nationalmannschaft Schwedens konnte er am 26. Februar 1969 in Split einen 2:1-Sieg miterleben. Sein letztes Länderspiel war das vierte in der WM-Qualifikationsgruppe 6, das am 30. April mit 1:2 gegen die Nationalmannschaft Spaniens in Barcelona verloren wurde.

## Erfolge
- Schweizer Meister 1974, 1975, 1976
- Schweizer Cup -Sieger 1976
- Torschützenkönig Nationalliga 1975 (23 Tore)